# وقت ناهار
وقت ناهار نام فیلم کوتاه ایرانی در ژانر درام به نویسندگی و کارگردانی علیرضا قاسمی و محصول سال ۱۳۹۶ (۲۰۱۷ میلادی) است. این فیلم به تهیه‌کنندگی علیرضا قاسمی و محصول GlobeCSF بوده و در طی ۴ روز فیلم‌برداری در دو بیمارستان قائم و البرز در کرج تولید شده‌است. وقت ناهار با انتخاب در بخش رقابت فیلم کوتاه هفتادمین دوره جشنواره بین‌المللی فیلم کن، نامزد دریافت نخل طلا بهترین فیلم کوتاه در این جشنواره گردید. نخستین اکران جهانی این فیلم در جشنواره بین‌المللی فیلم کن و نخستین اکران آمریکا شمالی این فیلم نیز در جشنواره بین‌المللی فیلم کوتاه پالم اسپرینگز رقم خورد.

## خلاصهٔ داستان
دختری ۱۶ساله(خورشید چراغی‌پور) برای تشخیص هویت مادر تازه در گذشته‌اش از مدرسه به بیمارستان آمده‌است. مسئولین بیمارستان اجازه ورود دختر را به دلیل سن کم او به سردخانه نمی‌دهند.

## جوایز و حضورهای داخلی و بین‌المللی
فیلم کوتاه وقت نهار با حضور در بیش از ۱۰۰ جشنواره معتبر جهانی فیلم از جمله ۱۴ جشنواره مورد تأیید آکادمی علوم و هنرهای سینمایی و کسب بیش از ۲۰ جایزه داخلی و بین‌المللی به عنوان یکی از پرافتخارترین آثار سینمای کوتاه ایران مطرح می‌گردد.
- نامزد دربافت نخل طلا بهترین فیلم کوتاه در جشنواره بین‌المللی فیلم کن (فرانسه،2017)[۶]
- منتخب جشنواره بین‌المللی فیلم کوتاه پالم اسپرینگز (آمریکا،2017)[۳]
- منتخب جشنواره بین‌المللی فیلم لندن (BFI) (بریتانیا، ۲۰۱۷)
- منتخب جشنواره بین‌المللی فیلم کالگری (کانادا، ۲۰۱۷)
- منتخب جشنواره بین‌المللی فیلم فلیکرز رود آیلند
- منتخب جشنواره بین‌المللی فیلم هولی شورتز (آمریکا، ۲۰۱۷)
- منتخب جشنواره بین‌المللی فیلم اوربان (آمریکا، ۲۰۱۷)
- منتخب جشنواره بین‌المللی فیلم لیدز
- منتخب جشنواره بین‌المللی فیلم میل‌ولی (آمریکا، ۲۰۱۷)
- منتخب جشنواره بین‌المللی فیلم گوآناخواتو (مکزیک، ۲۰۱۷)
- منتخب جشنواره بین‌المللی فیلم کوتاه بروکسل (بلژیک، ۲۰۱۸)
- منتخب جشنواره بین‌المللی فیلم تیرانا (آلبانی، ۲۰۱۷)
- برنده دیپلم افتخار بهترین فیلم کوتاه جشنواره بین‌المللی فیلم نشویل (آمریکا، ۲۰۱۷)
- برنده بهترین فیلم کوتاه جشنواره بین‌المللی فیلم ساراسوتا
- منتخب جشنواره بین‌المللی فیلم کوتاه ژاپن (ShortShortS) (ژاپن، ۲۰۱۸)
- منتخب جشنواره بین‌المللی فیلم آتلانتا (آمریکا، ۲۰۱۷)
- منتخب جشنواره بین‌المللی فیلم کوتاه لندن (بریتانیا،2018)[۷]
- برنده جایزه بهترین فیلم‌برداری جشنواره بین‌المللی فیلم فلامینگو برای محمد حدادی (آمریکا، ۲۰۱۷)
- برنده جایزه بهترین فیلم کوتاه جشنواره بین‌المللی فیلم اینتروبنگ[۸]
- برنده جایزه ویژه جشنواره بین‌المللی فیلم پاچوکا (مکزیک، ۲۰۱۷)
- برنده جایزه بهترین فیلمنامه جشنواره بین‌المللی فیلم فراپا
- برنده جایزه بهترین فیلم کوتاه داستانی جشنواره بین‌المللی فیلم Kraljevski
- برنده جایزه بهترین فیلم کوتاه جشنواره بین‌المللی فیلم اسنیک الی
- برنده جایزه بهترین فیلم کوتاه جشنواره بین‌المللی فیلم اوجای[۹]
- برنده جایزه بهترین فیلم کوتاه جشنواره بین‌المللی فیلم جیمزریور[۱۰]
- برنده جایزه بهترین فیلم کوتاه جشنواره بین‌المللی فیلم جوزی
- نامزد دریافت سیمرغ بلوزین بهترین فیلم کوتاه جشنواره ملی فجر
- برنده جایزه بهترین فیلم کوتاه بیشتر از ۱۵ دقیقه در جشنواره بین‌المللی فیلم کوتاه دانشجویی نهال
- برنده جایزه بهترین بازیگر زن در جشنواره بین‌المللی فیلم کوتاه دانشجویی نهال برای خورشید چراغی‌پور
- برنده جایزه بهترین عکس فیلم در جشنواره بین‌المللی فیلم کوتاه دانشجویی نهال برای شاهین دانشفر
- برنده جایزه بهترین فیلم کوتاه آکادمی نهال در جشنواره بین‌المللی فیلم کوتاه دانشجویی نهال
- برنده جایزه ویژه دبیر جشنواره در جشنواره بین‌المللی هنر برای صلح
- برنده جایزه بهنرین بازیگر زن جشنواره بین‌المللی فیلم هانتینگتون بیچ برای خورشید چراغی‌پور
- برنده جایزه بهترین فیلم کوتاه در جشنواره فیلم ده (به یاد عباس کیارستمی)
- نامزد دریافت جایزه بهترین فیلمنامه در جشنواره بین‌المللی فیلم کوتاه تهران

## بازیگران
| بازیگر          | نقش           |
| --------------- | ------------- |
| خورشید چراغی‌پور | دختر          |
| سیاوش چراغی‌پور  | مسئول سردخانه |
| پیمان نعیمی     | دکتر          |
| رویا بختیاری    | مسئول پذیرش   |
| امیر تفدیری     | برادر         |

1. ↑  Lunch Time, retrieved 2018-11-16
2. ↑  "Short Films: the nine contenders for the 2017 Palme d'or" (به انگلیسی). 2017-05-27. Archived from the original on 16 November 2018. Retrieved 2018-11-16.
3. 1 2  «Lunch Time | Palm Springs International Film Festival». www.psfilmfest.org. دریافت‌شده در ۲۰۱۸-۱۱-۱۶.
4. ↑  مهر. «هایده صفی یاری از «وقت ناهار» گفت/ از چراهای فیلم رها نشده ام».
5. ↑  Saba، آخرین اخبار فرهنگ و هنر | صبا| (۱۴ فروردین ۱۳۹۸–۱۲:۵۸). «صدمین حضور فستیوالی «وقت نهار» در جشنواره FIGOG سوییس». fa. دریافت‌شده در 2019-04-03. تاریخ وارد شده در |تاریخ= را بررسی کنید (کمک)[پیوند مرده]
6. ↑  "LUNCH TIME - Festival de Cannes". Festival de Cannes (به انگلیسی). Retrieved 2018-11-16.
7. ↑  "London Short Filmfest. to host 'Lunch Time'" (به انگلیسی). 2017-12-02. Retrieved 2018-11-16.
8. ↑  "'Lunch Time' awarded as Best Short Film at US event" (به انگلیسی). 2017-07-09. Retrieved 2018-11-16.
9. ↑  «Lunch Time -» (به انگلیسی). ۲۰۱۷-۰۹-۱۵. دریافت‌شده در ۲۰۱۸-۱۱-۱۶.
10. ↑  "James River Short Films festival awards Iran's 'Lunch Time'". iFilm (به انگلیسی). Archived from the original on 17 November 2018. Retrieved 2018-11-16.